# Вассерман, Генрих Йозеф
Генрих Йозеф Вассерман (нем. Heinrich Joseph Wassermann; 3 апреля 1791, Шварцбах, епископство Фульда, ныне в составе коммуны Хофбибер, Германия — 3 сентября 1838, Риен, ныне в составе Базеля) — немецкий скрипач и дирижёр.
Родился в семье деревенского музыканта. С 1802 г. учился музыке в Фульде у Михаэля Хенкеля, в 1807—1810 гг. играл в курортном оркестре в Боклете, придворном оркестре графа Гессен-Филипстальского в Филипстале и т. д., одновременно давая уроки. В 1810—1811 гг. совершенствовался как скрипач в Готе у Луи Шпора. По рекомендации Шпора был принят в придворный оркестр в Майнингене, где оставался до 1817 г. В 1817—1820 гг. возглавлял оркестр Объединённого музыкального общества в Цюрихе (в этот период у него учился Якоб Цойгер). В 1820—1829 гг. концертмейстер придворного оркестра в Донауэшингене (с капельмейстерами сперва К. Крейцером, затем И. В. Калливодой), в этот период предпринял несколько гастрольных поездок по Германии как солист. В 1829 г. вернулся в Швейцарию, короткое время руководил оркестром в Женеве, а затем до конца жизни главный дирижёр оркестра Базельского концертного общества. В Швейцарии выступил первым пропагандистом симфоний Людвига ван Бетховена. Автор Блестящего квартета op.14 для струнных, скрипичных дуэтов, вариаций и миниатюр.